# Lund (Suécia)
Lund ( ouça a pronúncia) ou Lunda [carece de fontes?] é uma cidade do sudoeste da Suécia, situada na província da Escânia, no sul do país.                                                                                                                     

Está localizada a cerca de 20 km a nordeste de Malmö (a terceira maior cidade da Suécia) e a uns 10 km da costa oeste.  

A cidade perserva o seu carácter medieval, tendo sido apelidada em tempos antigos de "cidade das igrejas". Além de ser o centro da diocese de Lund, sediada na Catedral de Lund, é ainda o local da Universidade de Lund, uma das mais antigas e prestigiosas do país.

Possui 24,58 quilômetros de área e de acordo com o censo de 2021, havia 94 393 habitantes.

 
É a sede da comuna de Lund, pertencente ao condado da Escânia.                                                                                                                            

Pertence à Área Metropolitana de Malmo e à Região Transnacional de Oresund, repartida pela Suécia e Dinamarca em torno do estreito de Öresund. 

## Etimologia e uso
O topônimo Lund deriva da palavra lund (arvoredo), talvez em alusão a um pequeno bosque sagrado de espinheiros num local onde eram praticados sacrifícios rituais.
A cidade está mencionada como Lunde, no século XI, e Lundy, no século XII.

Em textos em português costuma ser usada a forma original Lund.

| “ | ... a Suécia busca tornar a cidade de Lund um pólo nacional de ciência de fronteira. | ” |

## História

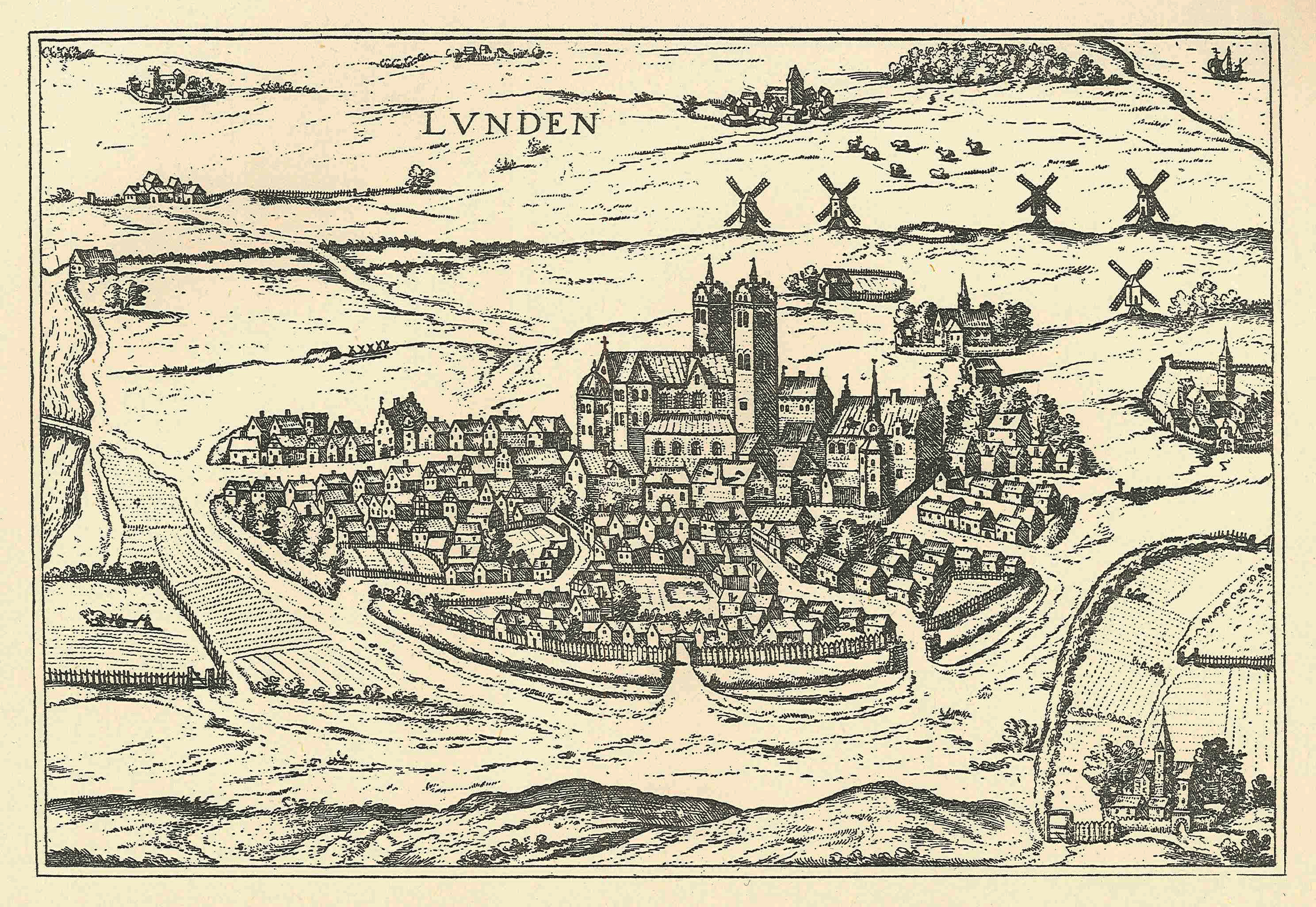
Imagem de Lund na década de 1580, segundo a obra Civitates orbis terrarum, de Frans Hogenberg.

A partir do século X, Lund foi um importante centro religioso e político do reino da Dinamarca, tendo a sua catedral sido erigida em 1103.
        
Nesse mesmo século XII, foi elevada a sede de arcebispado, sendo então um centro religioso dos países nórdicos, assim como um importante polo irradiador de cultura nesses países.
                     
A cidade albergava também a residência do governador real da Escânia, assim como a casa da moeda mais importante do país, e era lá que se reunia o conselho do condado.

Com a ascensão da vizinha Malmö, nos séculos XIII e XIV, Lund perdeu muito da sua posição central, mantendo somente seu papel como centro religioso.                 
Com a reforma protestante de 1536, seu arcebispado foi extinto e quase todas as igrejas e mosteiros católicos foram demolidos. A cidade ficou reduzida a uma vulgar cidade provincial dinamarquesa. O comércio entrou igualmente em declínio, mas a produção artesanal aumentou.

Depois de várias guerras entre os dois países, a Escânia foi perdida pela Dinamarca e incorporada na Suécia que a anexou definitivamente pelo Tratado de Roskilde em 1658. Em 1666, foi fundada a Universidade de Lund, com a finalidade de suequizar a região e a cidade readquiriu o carácter de "centro cultural".  Nos séculos XIX e XX, voltou a crescer demográfica e economicamente. Com a chegada da ligação ferroviária, ganhou de novo preponderância comercial e industrial

## Geografia
Como consequência de se encontrar estabelecida numa colina, Lund possui uma diferença de altitude de 80 metros entre o seu ponto mais elevado (a norte) e o mais baixo (a sul). Esta diferença é considerável, tendo em conta que Skåne é uma província muito plana.                                                                                              Do topo da colina Sankt Hans Backar é possível vislumbrar Copenhaga, na Dinamarca.                                                                                                                                                                                                                                        

A cidade tem muitos parques, destacando-se Lundagård no centro por possuir diversos edifícios da universidade no seu perímetro.

 
Existe uma floresta a leste da cidade e o parque nacional de Dalby encontra-se englobado no município de Lund.

## Comunicações
Lund é atravessada pela estrada europeia E22 (Trelleborg-Malmo-Lund-Kristianstad) e é importante nó ferroviário, onde se encontram a Linha do Sul (Malmo-Lund-Estocolmo) e a Linha da Costa Oeste (Lund-Gotemburgo). A estrada Malmo-Lund foi a primeira autoestrada da Suécia, construída em 1953.
| - Estradas europeias: E22 (Trelleborg-Malmö-Norrköping) - Estradas regionais: Estrada regional 108 (Trelleborg – Lund – Kävlinge) - Ferrovias: Ligações ferroviárias a Malmö, Estocolmo, Gotemburgo |

## Economia
A economia de Lund está dominada pelos serviços e pela indústria manufatureira.

A cidade combina o conhecimento e a pesquisa científica da esfera da Universidade de Lund com algumas empresas de alto nível tecnológico e inovador, como por exemplo Tetra Pak (embalagens de produtos alimentícios, com a sua sede em Lund), Sony Mobile (telecomunicações móveis), Alfa Laval (produtos e soluções de aquecimento (calor), refrigeração (frio) e transporte de produtos fluídos), Baxter International (equipamentos médicos) e a Active Biotech (biotecnologia).

O setor público domina, tendo como maiores empregadores a Comuna de Lund, a Região Escânia e a Universidade de Lund.

## Educação
A Universidade de Lund (Lunds universitet) foi fundada em 1666, após a conquista da Escânia pela Suécia, e teve uma função importante na suequização da região, anteriormente pertencente à Dinamarca.

A cidade de Lund possuí uma rede de escolas de ensino básico e secundário, e dispõe igualmente de educação de adultos (Komvux), ensino superior popular (folkhögskola), ensino técnico superior profissional (yrkeshögskola) e ensino superior.

#### Universidades
- Universidade de Lund (Lunds universitet)

#### Ensino técnico superior profissional
- Escola Técnica Superior (Teknikhögskolan)
- Escola Técnica Superior Profissional Hermods (Hermods Yrkeshögskola)
- Escola Técnica Superior Profissional Consensum (Consensum Yrkeshögskola)

#### Ensino superior popular
- Escola Superior Popular Tora Vega (Tora Vega Folkhögskola)

## Património cultural e turístico
Alguns destinos turísticos dignos de destaque:

- Catedral de Lund (1145; arte românica) [30]
- Universidade de Lund (1668) [29]
- Carnaval de Lund (Lundakarnevalen; realizado de quatro em quatro anos, com a participação de uns 5 000 estudantes, e atraindo uns 100 000 visitantes) [29]
- Cultura em Lund (1882; Kulturen i Lund; museu ao ar livre, mostrando ambientes arquitetónicos, históricos, sociais) [29]
- Jardim botânico de Lund (Botaniska trädgården)                                           [7]

## Personalidades ligadas a Lund
- Carl Fredrik Hill, pintor
- Kai Siegbahn, Nobel de Física, 1981
- Max von Sydow, actor

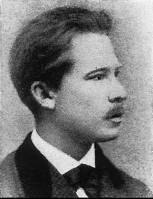
Carl Fredrik Hill, pintor
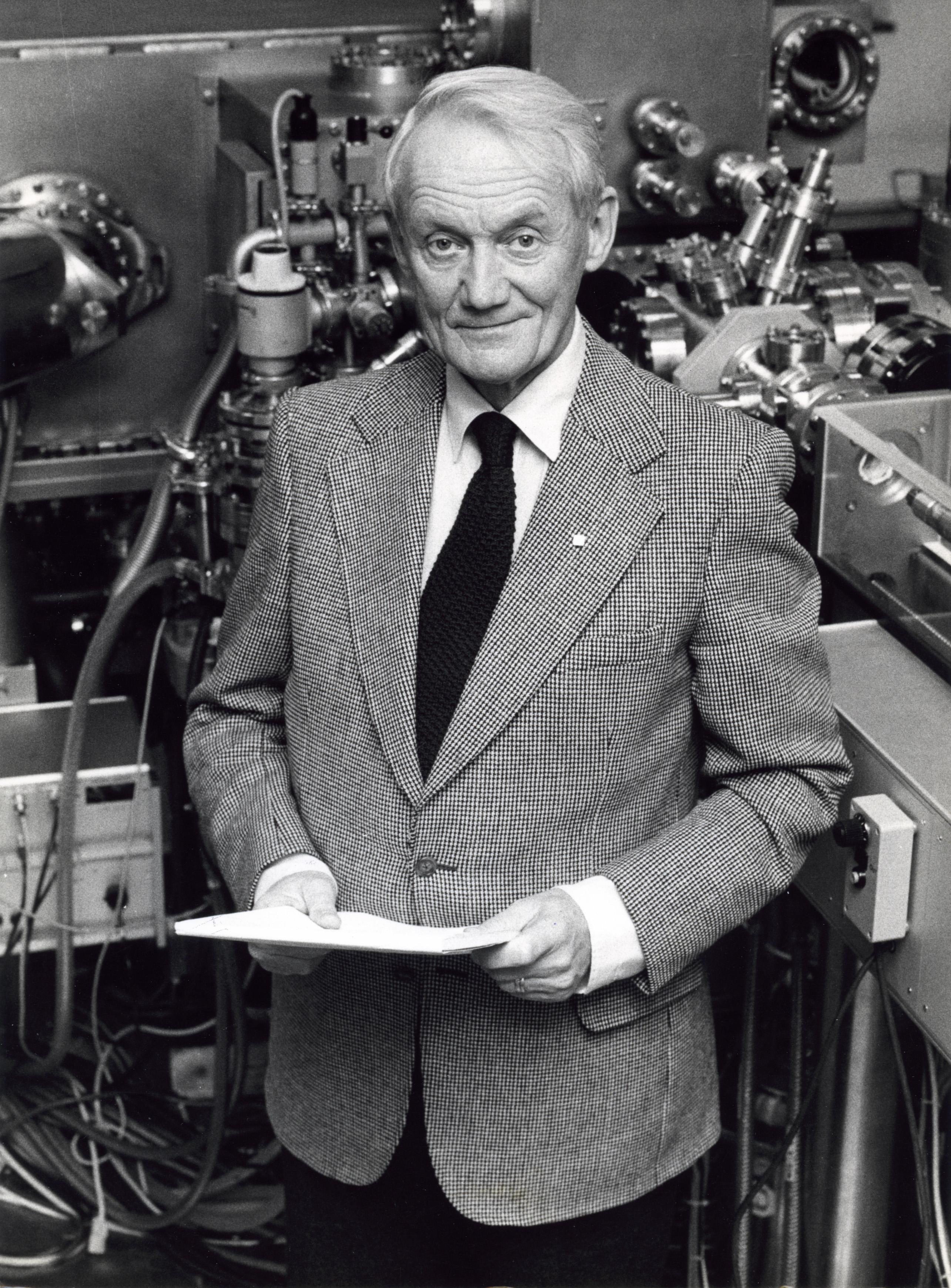
Kai Siegbahn, físico premiado com o Nobel de Física, em 1981
- Henrik Sundström, ex-jogador de ténis
- Magnus Gustafsson, ex-jogador de ténis
- Joachim Johansson, jogador de ténis
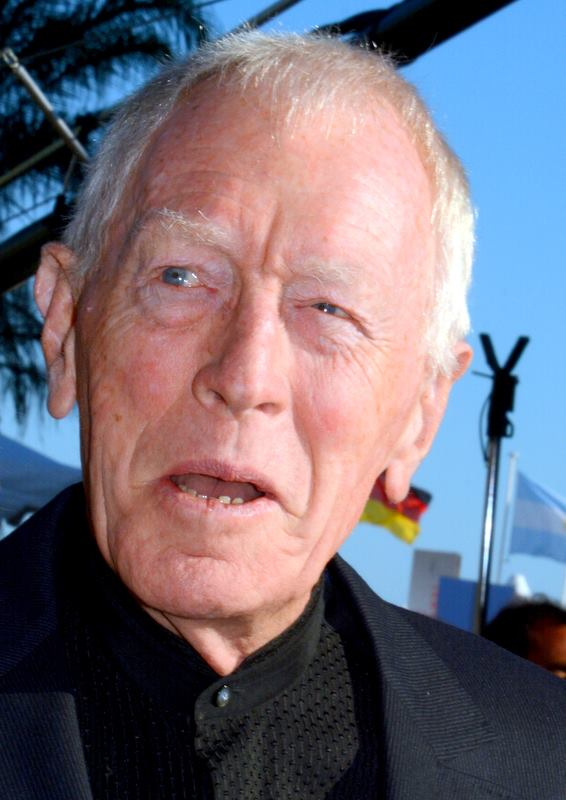
Max von Sydow, actor
- Martin Dahlin, ex-jogador de futebol

## Desporto

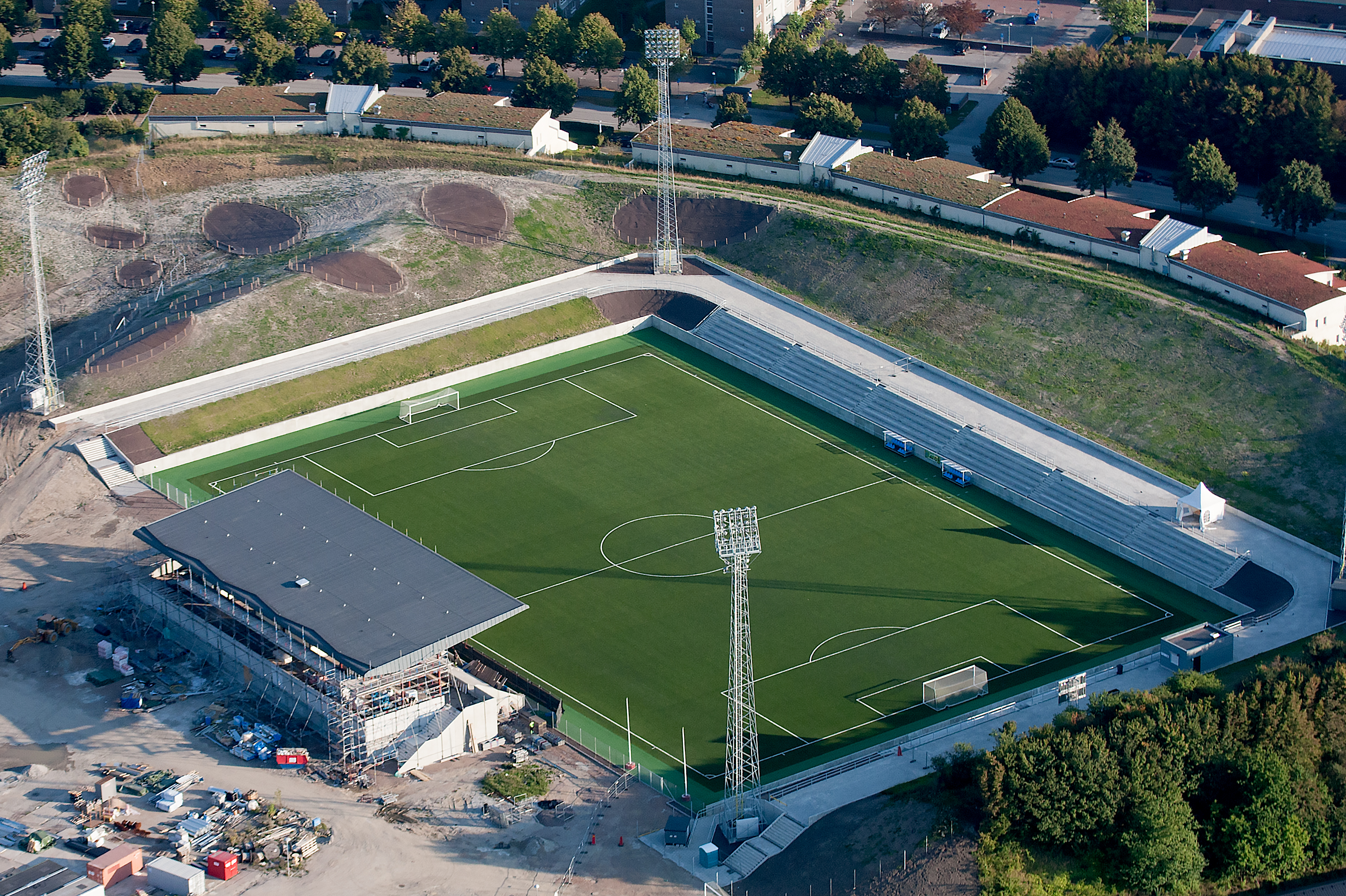
A arena Klostergårdens IP

Entre os desportos em destaque em Lund, estão o andebol, o basquetebol e o futebol.

Como clubes mais cotados da cidade, podem ser apontados o Lugi HF (andebol), o Lunds BK e o Torns IF (futebol), assim como o Lugi e o IK Eos (basquetebol).

As arenas Centrala IP (atletismo), Klostergården IP (futebol), Sparbanken Skåne Arena (andebol) e Eoshallen (basquetebol) costumam ser indicadas entre as suas arenas desportivas mais importantes.   .

Os Jogos de Lund (Lundaspelen) são um evento anual juvenil com torneios de andebol, basquetebol e futebol.

| - Clubes: - Lugi HF (andebol) - Lunds BK e Torns IF (futebol) - Lugi - IK Eos (basquetebol) - Arenas: - Centrala IP (atletismo) - Klostergårdens IP (futebol) - Sparbanken Skåne Arena (andebol) - Eoshallen (basquetebol) - Eventos disputados na cidade: - Jogos de Lund (Lundaspelen; andebol, basquetebol e futebol) |

## Cidades geminadas
Lund está geminada com:
- Viburgo, Dinamarca
- Hamar, Noruega
- Porvoo, Finlândia
- Dalvík, Islândia
- Nevers, França
- Leão, Nicarágua
- Grifisváldia, Alemanha
- Coimbra, Portugal
- Zabrze, Polónia

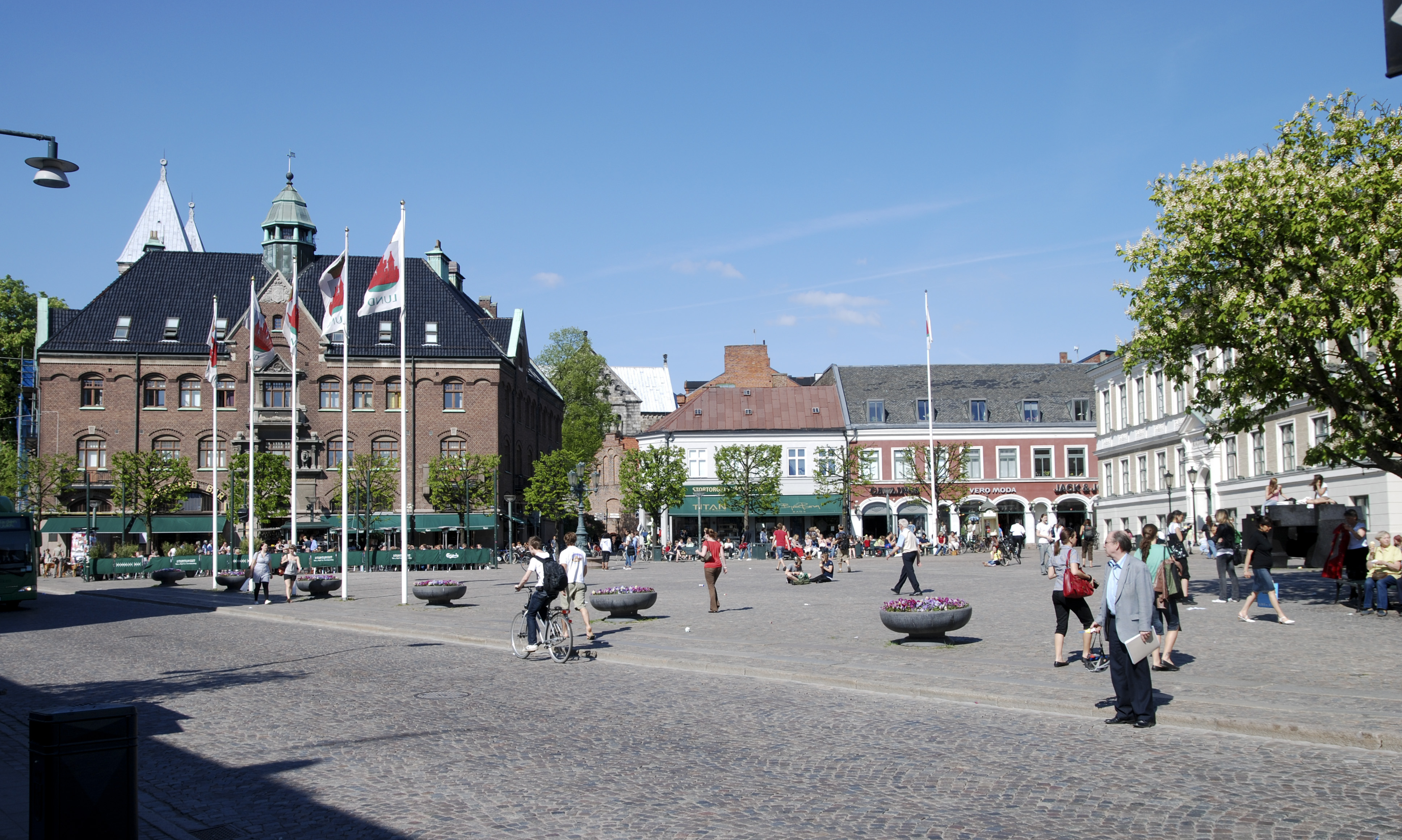
A praça Stortorget
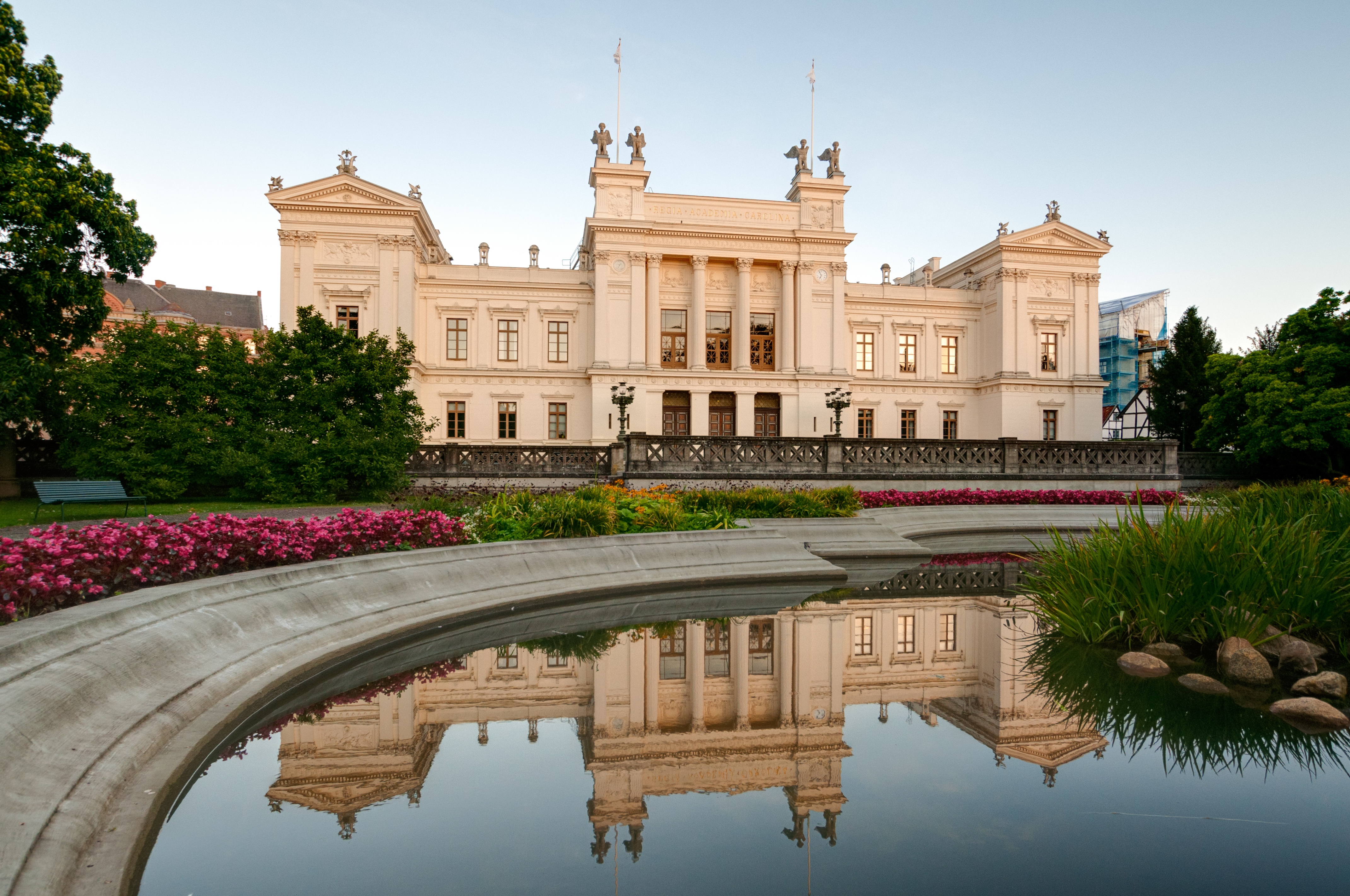
A universidade de Lund
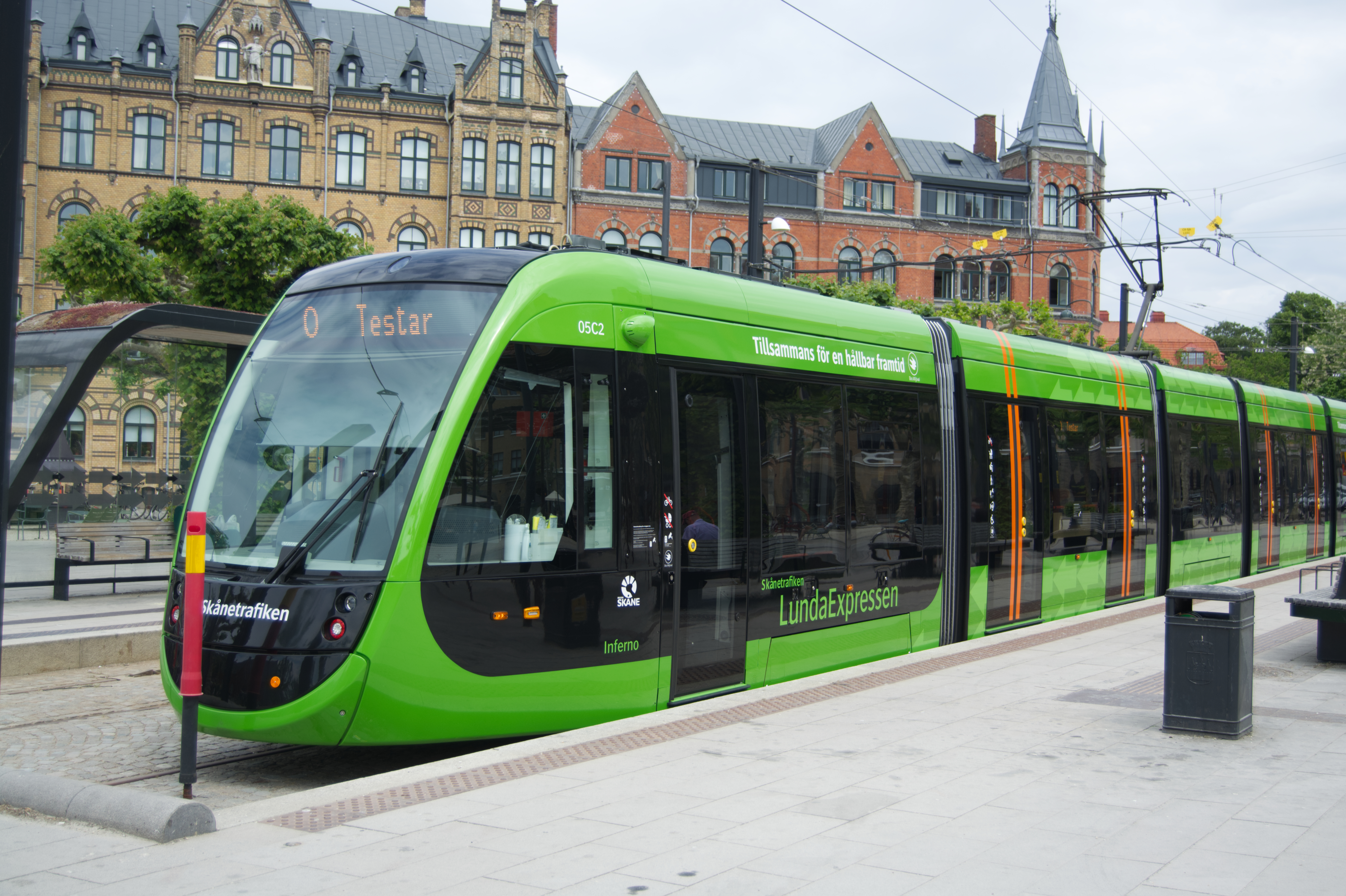
Transportes urbanos
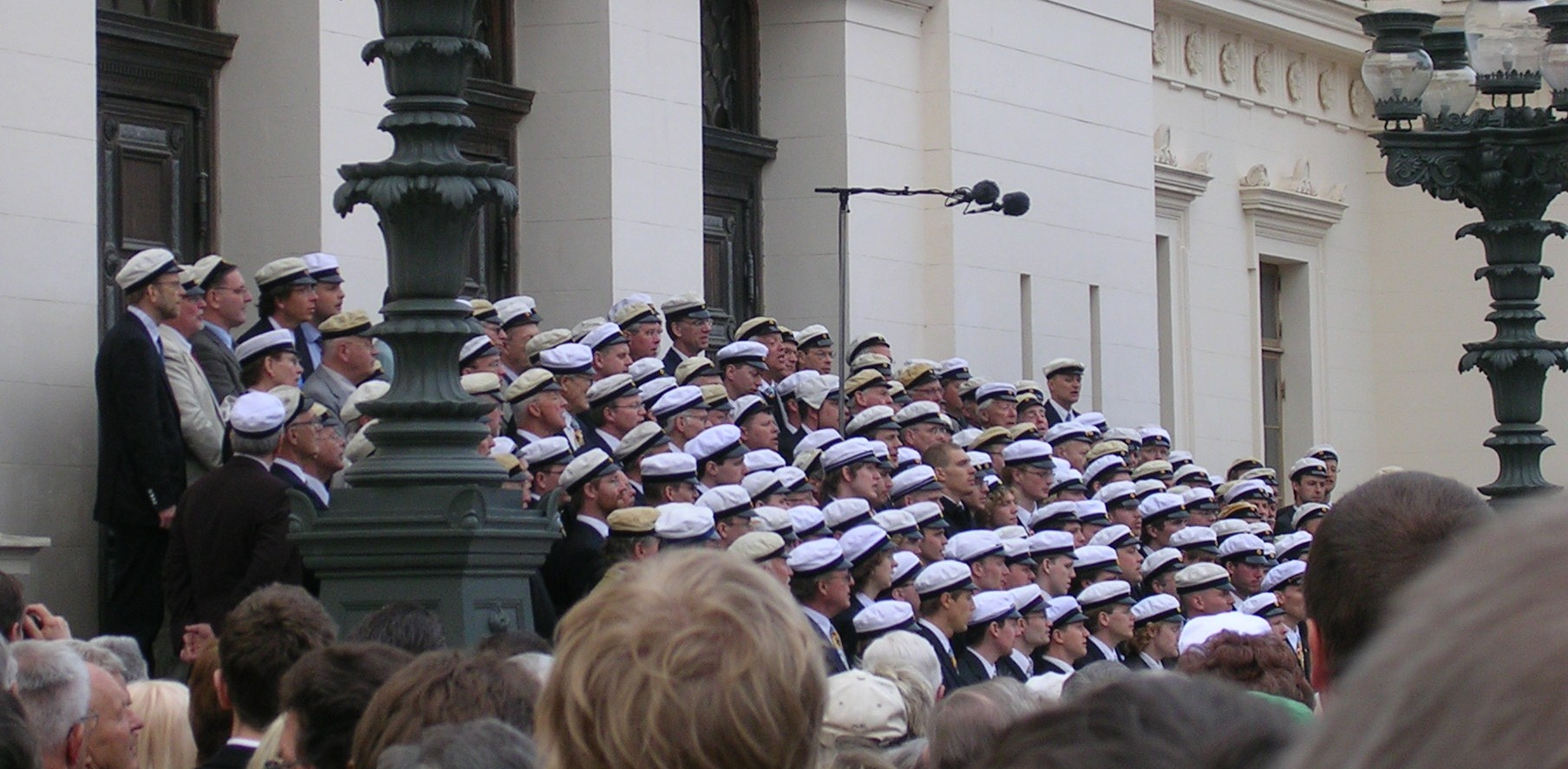
Coro masculino da Universidade de Lund
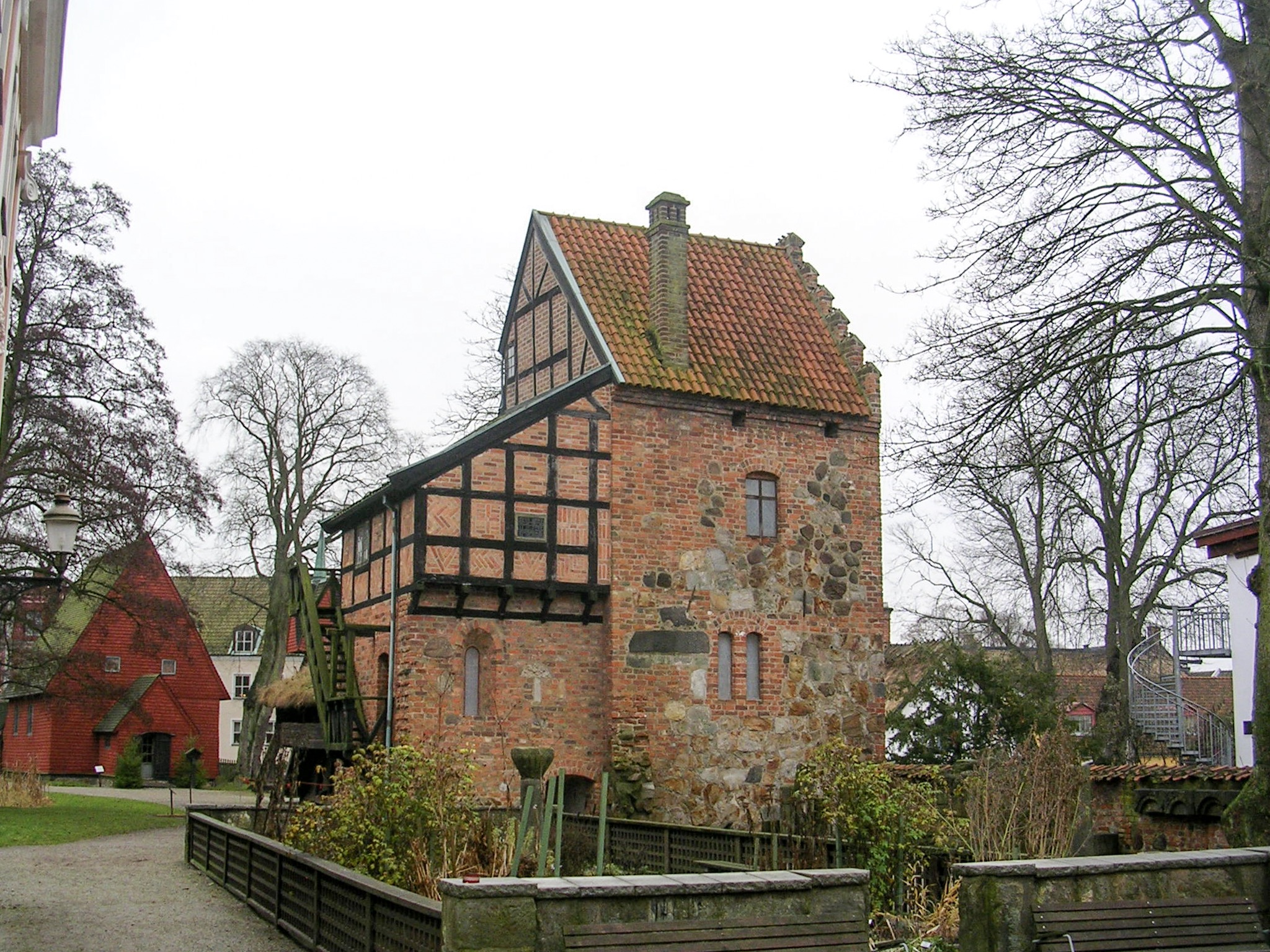
A Casa do Decano, no museu ”Cultura em Lund”
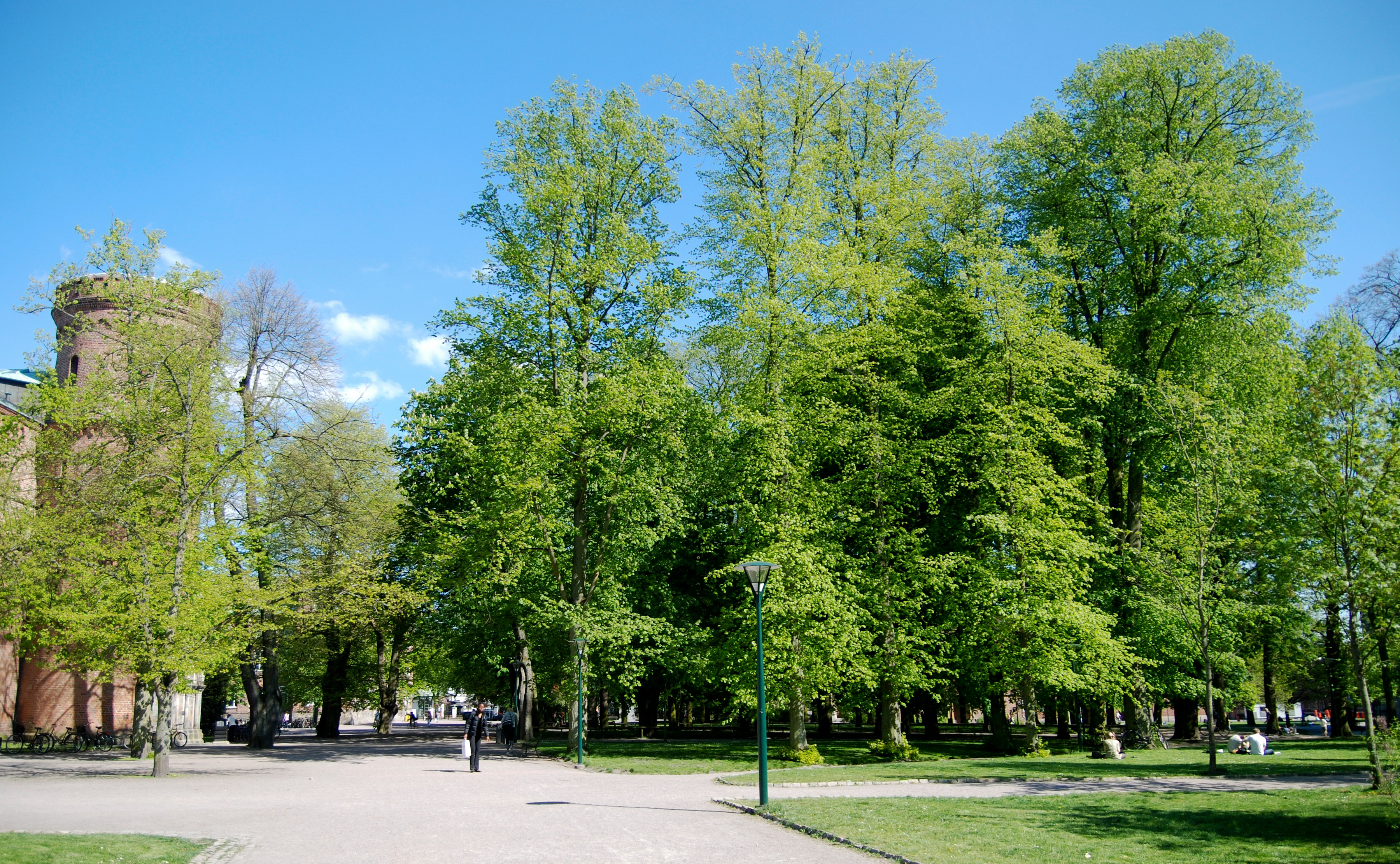
O parque Lundagården